# سیارک ۲۷۷۳۹
سیارک ۲۷۷۳۹ (به انگلیسی: 27739 Kimihiro، نامگذاری:1990UV) بیست و هفت هزار و هفتصد و سی و نهمین سیارک کشف شده‌است که در ۱۷ اکتبر ۱۹۹۰ کشف شد.